# Балуевский, Юрий Николаевич
Ю́рий Никола́евич Балуе́вский (род. 9 января 1947, Трускавец, Львовская область, УССР, СССР) — советский и российский военачальник. Начальник Генерального штаба Вооружённых сил Российской Федерации — первый заместитель Министра обороны Российской Федерации (2004—2008). Генерал армии (2005).

## Биография
Родился 9 января 1947 года в городе Трускавец Львовской области в семье военного. С 1953 года семья жила в Вологодской области. Окончил среднюю школу в городе Кириллов  в 1965 году. С 1965 года работал в Коварзинской средней школе в Вологодской области учителем физкультуры и рисования.
В Вооружённых Силах СССР с августа 1966 года. Окончил Ленинградское высшее общевойсковое командное училище имени С. М. Кирова (1966—1970), Военную академию имени М. В. Фрунзе (1977—1980), Военную академию Генерального штаба Вооруженных Сил имени К. Е. Ворошилова с золотой медалью (1988—1990).
С 1970 года служил командиром мотострелкового взвода и с мая 1971 года — командиром мотострелковой роты в тяжелой танковой дивизии 28-й общевойсковой армии Белорусского военного округа. Затем служил офицером оперативного отдела штаба армии в Белорусском военном округе (1972—1974); старшим офицером оперативного отдела штаба 20-й гвардейской общевойсковой армии Группы советских войск в Германии (1974—1977), старшим офицером 1-го отдела Оперативного управления штаба Ленинградского военного округа (1980—1982), старшим офицером-оператором направления Оперативного управления Главного оперативного управления Генерального штаба Вооруженных Сил (1982—1988), начальником группы там же, офицером для особых поручений при заместителе Министра обороны СССР генерал-полковнике В. А. Ачалове (12.1990-05.1991), генералом для особых поручений при заместителе Министра обороны СССР (05.1991-09.1991), заместителем начальника направления (10.1991-08.1992), начальником направления (08.1992-01.1993) Главного оперативного управления Генерального штаба Вооруженных Сил, начальником штаба — 1-м заместителем командующего Группой российских войск в Закавказье (01.1993-06.1995). На последних должностях осуществлял руководство действиями российских войск при локализации грузино-абхазской войны 1992—1993 годов и осетино-ингушского конфликта осенью 1993 года.
С июня 1995 года — начальник Оперативного управления — заместитель начальника Главного оперативного управления (06.1995-08.1997), начальник Главного Оперативного управления (08.1997-27.07.2001), первый заместитель начальника Генерального штаба Вооруженных Сил Российской Федерации (08.1997-19.07.2004). В июне 1999 года поддержал идею и принимал участие в обеспечении марш-броска российских десантников на Приштину. На этих должностях принимал активное участие в переговорах с высшим руководством НАТО, завершившихся подписанием Договора о сокращении стратегических наступательных потенциалов 2002 года.
19 июля 2004 года Указом Президента Российской Федерации В. В. Путина был назначен начальником Генерального штаба Вооруженных Сил Российской Федерации — первым заместителем Министра обороны Российской Федерации. Активно разрабатывал реформу Вооруженных Сил (большая часть его предложений не была реализована), в области международной безопасности был сторонником принятия адекватных мер против размещения в Европе системы ПРО США и готовности России к нанесению превентивного ядерного удара.
С сентября 2004 года по июнь 2008 года одновременно был членом Совета Безопасности Российской Федерации, а с июня 2005 по июль 2006 — начальник Объединённого штаба Организации Договора о коллективной безопасности.
В декабре 2006 года Президент России Владимир Путин продлил своим указом срок службы генералу Юрию Балуевскому на три года. Однако 3 июня 2008 года Балуевский освобожден от должности начальника Генерального штаба и в тот же день назначен заместителем секретаря Совета Безопасности Российской Федерации Президентом России Дмитрием Медведевым. Ему на смену пришёл генерал армии Николай Макаров.
9 января 2012 года освобождён от должности заместителя Секретаря Совета Безопасности Российской Федерации.
Был одним из активных противников военной реформы в России, проводившейся командой Сердюкова до 2012 года. Массовое внедрение коммерческих структур в армию, против которых активно выступал Ю. Балуевский, привели к колоссальным хищениям бюджетных денег.
С июля 2005 годы был членом совета директоров Концерна ПВО «Алмаз-Антей». Являлся советником главнокомандующего внутренними войсками МВД России. Является членом Управления генеральных инспекторов Министерства обороны Российской Федерации (генеральный инспектор).

## Семья
Женат, имеет двоих детей, внучку. В молодости активно занимался спортом (мастер спорта по лыжным гонкам, увлекался биатлоном). Увлекается плаванием, рисованием (акварель), поэзией.

## Воинские звания
- генерал-майор (19.04.1993)
- генерал-лейтенант (12.12.1994)
- генерал-полковник (17.12.1997)
- генерал армии (22.02.2005)

## Награды

### СССР и Россия
- Орден «За заслуги перед Отечеством» II степени (3 июня 2008) — за заслуги перед государством и значительный вклад в дело защиты Отечества[4]
- Орден «За заслуги перед Отечеством» III степени  с изображением мечей (30 декабря 2006) — за большой вклад в укрепление обороноспособности Российской Федерации и многолетнюю добросовестную службу[5]
- Орден «За заслуги перед Отечеством» IV степени с изображением мечей
- Орден «За военные заслуги»
- Орден Почёта (3 декабря 2011) — за большой вклад в обеспечение национальной безопасности Российской Федерации и многолетнюю добросовестную работу[6]
- Орден «За службу Родине в Вооружённых Силах СССР» III степени
- Медали

### Иностранные награды
- Орден Югославской звезды I степени (Союзная Республика Югославия, 1999)
- Орден Почётного легиона (Франция)
- Орден «Легион почёта» (США, 2005)[7]

### Награды общественных организаций
- Орден святой Анны I степени (19 декабря 2011) (Российский императорский дом)[8]
- Орден Святителя Николая Чудотворца (19 декабря 2001) (Российский императорский дом)[8]

## Публикации
- Балуевский Ю. Н. О значении, состоянии и перспективах развития систем управления, связи и радиоэлектронной борьбы Вооружённых Сил Российской Федерации // Системы управление, связи и радиоэлектронной борьбы. Оружие и технологии России. Энциклопедия. XXI век / Под общей редакцией С. Иванова. — Москва: Издательский дом «Оружие и технологии», 2006. — Т. 13. — С. 6—7. — 695 с. — ISBN 5-93799-025-0.
- Балуевский Ю. Н., Кокошин А. А., Потапов В. Я. О соотношении компонентов военного искусства в контексте трансформации мирополитической системы и технологических изменений [монография]. — М.: URSS, Ленанд, 2015. — 126 с.; ISBN 978-5-9710-3032-4.
- Балуевский Ю. Н. Уроки Кавказских войн. // Военно-исторический журнал. — 2000. — № 5—6.
- Балуевский Ю. Н. Инструмент американского гегемонизма. Становление и динамика системы передового базирования войск США в 50-е — 90-е годы XX века. // Военно-исторический журнал. — 2001. — № 1, 2.
- Балуевский Ю. Н. Деятельность Генерального штаба в первые послевоенные годы (1946—1953 гг.) // Военно-исторический журнал. — 2003. — № 1.